# Leona Preuß
Leona Preuß (Hamburg, 2004), beter bekend onder haar artiestennaam Leona, is een Duits zangeres.

## Biografie
Leona Preuß werd geboren in Hamburg-Eimsbüttel en groeide op in Flensburg. Na haar afstuderen aan de universiteit in 2022 begon Preuß onder de artiestennaam Leona een eigen Instagram-kanaal waar ze covers en eigen geschreven liedjes zong. Haar grote voorbeeld was stiefvader Frank Rühmann, zanger en zangleraar, die haar gitaar leerde spelen. Leona schreef een nummer samen met Max Giesinger, die haar tijdens een concert het nummer op het podium ten gehore liet brengen.
In februari 2024 deed Leona mee aan Das Deutsche Finale, de Duitse preselectie voor het Eurovisiesongfestival 2024. Leona trad hier aan met het nummer 'Undream You', een rustige popballade die werd uitgebracht op 19 januari. Leona was als derde aan de beurt en eindigde op de negende plaats in het eindklassement.

## Discografie

### Singles
| Jaar | Titel                 |
| ---- | --------------------- |
| 2021 | "Bring a Little Love" |
| 2022 | "Believe"             |
| 2023 | "Falling to Pieces"   |
| 2024 | "Undream You"         |
| 2024 | "Paradise"            |